# Lijst van Akatsuki-leden
Dit is een lijst met leden van de Akatsuki, een fictieve criminele organisatie uit de manga- en animeserie Naruto.

## Leden

### Obito Uchiha (Tobi)
- Partner: Kisame (daarvoor Deidara)
- Verborgen Dorp: Konoha (Blad)
- Te krijgen Gestaarte Beest: Sanbi (drie-staartige)

Verjaardatum : 1 juni
De man die bekendstond onder de schuilnaam Madara Uchiha was in het echt Obito Uchiha (うちは オビト, Uchiha Obito), de oprichter van Akatsuki en de eerste Uchiha met Mangekyo Sharingan, een speciale vorm van de Sharingan (een erfelijke oogtechniek van de Uchiha-clan).
Obito's technieken zijn zeer ver ontwikkeld. Hij is in staat met ingewikkelde tijd-ruimte ninjutsu mensen en dingen te ontwijken en ze zelfs door hem heen te laten gaan. Hij kan ook objecten en mensen naar een andere dimensie sturen met Kamui.
Obito ving Uchiha Sasuke op na zijn gevecht tegen zijn broer Itachi Uchiha. Hij vertelde Sasuke de waarheid over Itachi, die gedwongen werd zijn familie te vermoorden. Op die manier probeerde hij Sasuke zo ver krijgen mee te doen met de Akatsuki.

### Zetsu
- Partner: Geen
- Verborgen Dorp: Kusa (Gras)
- Te krijgen Gestaarte Beest: Geen

Zetsu is een missing-nin van Kusakagure (Verborgen Grasdorp). Hij werkt in zijn eentje, en niet om een gestaarte beest op te sporen. Zijn taak bij de Akatsuki is als bewaker en spion. Met zijn Leech All Creation: Attack Prevention Technique (Hiru Banshō: Bōka no Jutsu) kan hij versmelten met planten, bomen en de grond, zo kan hij mensen onopvallend schaduwen. Zijn lichaam heeft een witte en een zwarte helft en wordt omgeven door een grote venusvliegenvanger-plant. Zijn zwarte helft spreekt Katakana-Japans en zijn witte helft Kanji-Japans of Kana-Japans. Hij heeft dus een gespleten persoonlijkheid. Hij is kannibalistisch en heeft als tweede taak de sporen (voornamelijk slachtoffers) van vorige leden te verwijderen door ze op te eten. De reden waarom hij werkt met Akatsuki, is vanwege het verkrijgen van meer land.

### Sasuke Uchiha
- partners: Suigetsu Hōzuki, Karin, Jūgo
- Verborgen Dorp: Konoha (Blad)
- Te krijgen Gestaarte Beest: Hachibi (8-staartige)

Verjaardatum : 1 juni.
Sasuke is een ex-lid van Orochimaru, en een missing-nin van Konoha (Verborgen Bladdorp). Hij kwam bij Akatsuki nadat hij het gevecht met zijn broer " Uchiha Itachi " won, hierna verscheen Uchiha Madara aan hem en nam hem mee naar een ruimte. Hij bond Sasuke vast en vertelde hem het "echte" verhaal waarom Itachi de Uchiha-clan uitmoordde. Hierna sloot Sasuke zich aan bij Akatsuki, samen met zijn team:" Slang "(蛇, Hebi), die hij later veranderde in "Havik" (鹰, Taka). Uchiha Madara sloot een deal met hun dat zij het acht-staartige beest moesten vangen en dat zij de "Kyuubi" (negen-staartige beest, Uzumaki Naruto) mochten hebben. Sasuke Maakt gebruik van de Sharingan (oogtechniek) en de Amaterasu, na het gevecht met Itachi schonk hij hem dit. Hij beheerst ook de Mangekyou Sharingan op hoog niveau, en natuurlijk velen vuurstijl (katon) technieken waar de Uchiha-Clan om bekendstaat. Zijn grootste doel is om Konoha te vernietigen en wraak nemen voor wat Itachi had moeten doen, Ook wil hij de Uchiha-Clan weer herstellen. De reden dat hij werkt met de Akatsuki is om Konoha te kunnen vernietigen.

### Itachi Uchiha (うちはイタチ)
- Leeftijd: 17-18/20-21
- Lengte: 175 cm
- Gewicht: 57,1 kg
- Verjaardag: 1 Juni
- Bloedgroep: AB
- Kleur nagels: donkerpaars
- Ring: 朱 (Shu, scarlet/bloody)
- Partner: Hoshigaki Kisame (daarvoor Jūzō Biwa)
- Connectie: Akatsuki, Uchiha Clan, Nunekin (Missing-nin) uit Konohakagure (Verborgen Bladdorp)
- Te krijgen Gestaarte Beest: Negen-staartige Kyuubi  (Uzumaki Naruto) en Vier-staartige Son Goku (Roshi)
- Talenten: Sharingan, Mangekyō Sharingan, Amaterasu, Tsukuyomi, Vuurstijl: Vuurbal jutsu (Katon: Gokakyū no Jutsu), Schaduwkloon jutsu (Kage Bunshin no Jutsu), Machtige kloonexplosie (Bunshin Daibakuha), Magen: Kyōten Chiten (Demonic Illusion: Mirror Heaven and Earth Change), Waterstijl: Water hoektandskogel (Suiton: Suigadan)
- Reden verbanning: hele Uchiha Clan (behalve zijn broertje Sasuke) samen met Madara Uchiha uitgemoord
- Reden Akatsuki lid: kracht

### Kisame Hoshigaki (干柿鬼鮫)
- Partner: Obito Uchiha (Daarvoor Itachi Uchiha)
- Verborgen Dorp: Kiri (Mist)
- Te krijgen Gestaarte Beest: Negen-staartige Kyuubi (Uzumaki Naruto), Vier-staartige Son Goku (Roshi)

Kisame is een voormalig zwaardmeester uit het Verborgen Mist. Hij vecht met een uniek zwaard wat alleen hem accepteert als meester; het zwaard Samehāda (Haaienhuid). Later als Kisame in gevecht raakt met de jinchuuriki Killer Bee (achtstaartige octopus als bijuu) raakt het zwaard samehada aan de chakra van Killer Bees bijuu gehecht waardoor Samehada Kisame verlaat en een team vormt met Killer Bee.
In tegenstelling tot de meeste Akatsuki kan Kisame goed overweg met zijn partner, Uchiha Itachi. Kisame heeft een opvallend uiterlijk met een bleke blauwe huid en scherpe tanden. Deze karakteristieke kenmerken voor haaien illustreren zijn rol als water-ninja. Hij bezit een enorm hoog chakra level en kan zelf woestijn in enkele seconden tot een diep meer omvormen met zijn Waterstijl jutsu.
Hij is omgekomen tijdens een gevecht tegen Might Guy, wegens een inschattingsfout van hemzelf. Waar hij dacht dat Guy een ninjutsu aanval tegen hem gebruikte, was dat in werkelijkheid een taijutsu aanval. Hij had dit te laat door en pakte de volledige aanval van Guy. Daarna pleegde hij zelfmoord door zijn Oproepings-jutsu (Kuchiyose No Jutsu) te gebruiken en zichzelf door zijn haaien te verslinden om de informatie van de Akatsuki geheim te houden.

### Pain (ペイン)
- Partner: Konan & Nagato
- Verborgen Dorp: Ame (Regen)
- Te krijgen Gestaarte Beest: Negen-staartige Kyuubi (Uzumaki Naruto) en Zes-staartige Saiken (Utakata)

Pain is een van de belangrijkste antagonisten in de serie. Hij is de 'leider' van Akatsuki, hoewel hij bevelen aanneemt van Tobi, die achter de schermen de touwtjes in handen lijkt te hebben. Pain kwam aan de macht in het Verborgen Regendorp door middel van een gewelddadige coup waarbij hij de vorige leider van het Verborgen Regen doodde: Hanzo de Salamander (Hattori no Hanzou). Hij verschijnt zelf niet meer in beeld, slechts als regisseur van de zes paden die zichzelf zien als individueel persoon.
Pains voornaamste vaardigheid is de Rinnegan (lett. 'Het oog van Samsara). De Rinnegan is een special soort oogtechniek waarmee Pain al zijn zes lichamen bestuurt. Deze zes lichamen, voorheen bekend als individuele personen, hebben ook de Rinnegan en hebben elk speciale vaardigheden. Deze techniek staat bekend als De Zes Paden van Pain (Pain Rikudōu). Zij kunnen hun gezichtsvelden met elkaar delen zodat zij veel meer zicht krijgen. Ook kan met de Rinnegan elke mogelijke ninjutsu techniek worden uitgevoerd en kan elk element worden beheerst. Pain kan bv. mensen of objecten wegstoten (Shinra Tensei) of aantrekken (Banshō Ten'in).
De ninja Jiraiya besloot Pain te doden en zo informatie over Akatsuki te verzamelen. Hij faalde hierin; na een lang gevecht tegen zijn vroegere leerling, stierf Jiraiya aan zijn verwondingen. Als Pain later naar Konoha gaat om Naruto te zoeken kan hij hem nergens vinden en verwoest hij heel Konoha (terwijl Naruto in de Myoboku Berg was om te leren hoe hij in de Sage Mode kon komen). Naruto was er intussen achter gekomen hoe hij Sage Mode kon gebruiken en kwam naar het (verwoeste) Konoha. Als Naruto alle zes Pains heeft weten uit te schakelen gaat hij naar het lichaam dat de andere 6 beheerste. Daar heeft Naruto Nagato kunnen overhalen zijn vrienden die dood waren weer tot leven te brengen met de Rinne Tensei Jutsu. Die jutsu was te sterk om zelf in leven te blijven dus heeft hij zich letterlijk opgeofferd aan Naruto zijn vrienden.

### Konan (小南)
- Partner: Pain & Nagato
- Verborgen Dorp: Ame (Regen)
- Te krijgen Gestaarte Beest: Geen

### Deidara (デイダラ)
- Partner: Eerst Sasori, toen Tobi
- Verborgen Dorp: Iwagakure (Rots)
- Te krijgen Gestaarte Beest: Een-staartige Shukaku (Gaara), Drie-staartige Isobu (Yagura Karatachi)
- Leeftijd:19
- Verjaardag: 5 Mei
- Kleur Nagels: Zwart

Deidara was het meest populaire lid van Akatsuki. Hij heeft een blonde pluk haar voor zijn blauwe ogen. Hij eindigt veel van zijn zinnen met 'un', een geluid vergelijkbaar met ´hmm´. Er zijn misverstanden rondom de betekenis van deze gewoonte van Deidara. Het is vaak door fans vertaald als ´yeah´, terwijl de officiële manga (Engelse versie) het heeft vertaald als ´hmph´. De Japanse anime heeft bevestigd dat ´un´ een keelgeluid is, uitgesproken als ´hm´.
Deidara was een huurmoordenaar en heeft altijd explosie-klei ('Kibaku Nendo') bij zich. Met de monden in zijn handen kneedt hij die klei tot dieren die als bommen en explosieven, maar ook als rijdieren dienstdoen. Toen Deidara hoorde dat Uchiha Sasuke Orochimaru had vermoord, werd hij kwaad en ging naar Sasuke toe om wraak te nemen, dit omdat hij Orochimaru had willen doden. Als niets werkt om Sasuke te doden, besluit Deidara het gevecht door zichzelf op te blazen en dus te veranderen in zijn visie van kunst zelve.
Deidara kwam gedwongen bij Akatsuki. Hij was een gerespecteerd kunstenaar, en werd later een huurmoordenaar in het Verborgen Steen (Iwagakure). Itachi, Kisame, en Sasori benaderden Deidara om hem te rekruteren voor Akatsuki. Hij moest vechten tegen Itachi en als hij zou winnen hoefde hij zich niet bij Akatsuki aan te sluiten. Maar Deidara verloor van Itachi en werd lid. Sindsdien koesterde hij wrok tegen de Sharingan en trainde zichzelf om deze oogtechniek te kunnen overwinnen.
Deidara en zijn voormalig partner Sasori vochten altijd met elkaar om de betekenis van kunst. Voor Deidara was het iets wat snel verdween, zijn leus zijnde ´Geijutsu wa Bakuhatsu da!´, ofwel ´Art is a Bang´, Kunst is een Knal! Voor Sasori was kunst iets dat voor altijd op aarde zou zijn om bewonderd te worden voor generaties lang. Desondanks respecteerde Deidara hem als een mede kunstenaar, en sprak hem aan met het respectvolle 'danna' (meester). Sasori no Danna. Wanneer Sasori sterft, wordt Tobi zijn nieuwe partner. Tobi spak Deidara aan als ´senpai´, een aanspreekvorm voor iemand die wijzer is en meer ervaring heeft. Als gevolg zag Deidara Tobi een beetje als een leerling (kohai), en probeerde hem (zonder succes) te leren hoe je je moet gedragen als lid van Akatsuki. Tobi luisterde meestal niet en Deidara raakte vaak vrij snel geïrriteerd door hem, wat leidde tot humoristische situaties, zoals Deidara die Tobi probeerde te wurgen zonder handen.

### Hidan (飛段)
- Leeftijd: 22
- Lengte: 177 cm
- Gewicht: 56,8 kg
- Verjaardag: 2 April
- Bloedgroep: B
- Kleur nagels: donkergroen
- Ring: 三 (san, drie)
- Partner: Kakuzu
- Connectie: Akatsuki, Nunekin (Missing-nin) uit Yugakure (Verborgen Waterbrondorp)
- Te krijgen Gestaarte Beest: Twee-staartige Matatabi (Yugito Nii), Zeven-staartige Chōmei (Fuu)
- Talenten: Jujutsu: Bloedbezittings des Doods (Curse Technique: Death Controlling Possessed Blood, Jujutsu: Shiji Hyōketsu ), Sanjin no Ōgama (Drie-zwaardzeis)
- Reden verbanning: de bewoners afgeslacht
- Reden tot Akatsuki lid: religie

Hidan was het meest luidruchtige partner van Kakuzu en leefde volgens een strikte religie: het Jashinisme, waarbij hun God 'Jashin' heet (Letterlijk: 'Kwade God'). Hij was de enige bekende gelovige en daarmee een van de weinige personages in Naruto die een godsdienst aanhangt (zie ook Kaguya Kimimaro). Het geloof bestaat uit dood en totale vernietiging, waarbij iemand halfdood achterlaten een zonde is. Het symbool van het Jashinisme is een cirkel met een driehoek erin waarbij de punt naar beneden wijst. Jashin kent strenge rituelen die lang duren en Hidan irriteerde zijn partner Kazuku er mateloos mee. Hidans techniek was enigszins speciaal. Met zijn driebladige zeis probeerde hij zijn slachtoffers slechts licht te verwonden om daarna het bloed op te likken. Met zijn eigen bloed tekende hij het symbool van Jashin op de grond waardoor hij, als hij er in staat en het bloed van zijn slachtoffer opgelikt heeft, één wordt met zijn vijand (vergelijkbaar met een voodoopop, zijn lichaam kleurt zwart met witte skeletachtige lijnen, het ulitieme symbool van de dood). Elke keer als hij zichzelf iets aandeed, gebeurde hetzelfde met zijn vijand. Hidan gebruikte hiervoor een ijzeren staak/spies waarmee hij zichzelf nonfataal verwondde, om zijn vijand te martelen en uiteindelijk bij het hart te eindigen. Hidan genoot van de pijn die hij bij zichzelf veroorzaakte en bij zijn vijand, niet als zijn vijand het niet met hem deelde. Hij was eveneens onsterfelijk, door vele experimenten met verschillende jutsus. Hij was het succesvolle experiment, wel moest hij binnen zoveel tijd iemand offeren aan Jashin om onsterfelijk te blijven. Zelfs als Asuma hem onthoofd had, kon hij nog steeds praten en stierf niet. Later werd zijn hoofd weer aan zijn lichaam bevestigd door Kakuzu. Hidan was luidruchtig, had overal commentaar op en vloekte opmerkelijk veel. Hij is sadistisch (zoals maniakaal lachen toen hij Asuma vermoordde) en sadomasochistisch. Hij was ook de enige die de leider niet respecteerde en openlijk mededeelde dat hij Pain wilde vermoorden. Hidan klaagde ook dat hij de langzaamste van de Akatsuki was. Daarbij gaf hij zijn zeis de schuld, omdat het wapen nogal groot was. Hidan ergerde zich ook aan Kakuzus premietochten, waarbij geld alleen een belangrijke rol speelde voor zijn partner.
Op een tocht met Kazuku door het Land des Vuur komen ze team Asuma tegen (Asuma Sarutobi en zijn voormalige leerling Nara Shikamaru). Hidan en Asuma gaan in gevecht, maar Shikamaru ontdekt Hidans methodes en houdt Hidan tegen als hij Asuma wilt vermoorden. Toch lukt het Hidan Asuma later te doden. Vervolgens moeten Hidan en Kakuzu weer weg omdat ze worden opgeroepen door Akatsuki.
Shikamaru wil niks anders dan wraak als hij eenmaal weer thuis is, samen Choji en Ino wil hij eropuit. Ze worden echter tegengehouden door Tsunade. Kakashi weet Tsunade om te praten zodat het team een leider heeft. Shikamaru vecht een op een tegen Hidan. Hidan is onsterfelijk en om deze reden bedacht Shikamaru een plan. Hij scheidde Hidan en Kakuzu van elkaar, leidde Hidan het Nara bos in met zijn Schaduw imitatie techniek. Eenmaal daar spoot hij wat van Kakuzus bloed op Hidans staak/spies en deed alsof hij dood was. Hidan laat zijn verdediging vallen, Shikamaru vangt Hidan met zijn Schaduw-imitatie techniek en bindt vast met touwen met explosieven eraan. Daarna maakte hij een diepe kuil en blies Hidan op met heel veel explosieven aangestoken door een zippo. De zippo is een laatste eerbetoon aan Asuma. Hidans huidige rustplaats is onder de grond in het Nara bos, een erfgoed van Shikamaru´s sensei: Asuma. Hidan leeft nog en Shikamaru laat de kuil instorten, het is nog steeds onduidelijk of Hidan gestorven is. Opmerkelijk is dat hij niet zijn Akatsuki mantel heeft afgenomen, zoals de vorige leden deden toen ze uiteindelijk stierven Hij wordt niet meer erkend als lid van Akatsuki.

### Kakuzu (角都)
- Partner: Hidan
- Leeftijd: 91
- Lengte: 185 cm
- gewicht: 63,2 kg
- Verborgen Dorp: Taki (Waterval)
- Te krijgen Gestaarte Beest: Negen-staartige Kyuubi, Twee-staartige Matatabi (Yugito Nii), Zeven-staartige Chōmei (Fuu)

Kakuzu is een monsterachtige ninja uit Verborgen Watervaldorp (Takigakure). Kakuzu is erg op zichzelf, en heeft een geldobsessie. Zijn lichaam bestaat uit ijzersterke zwarte draden waarmee hij alles kan vastnaaien. Tijdens zijn gevechten steelt hij de harten van zijn tegenstanders als trofeeën en naait hij ze vast onder de maskers op zijn rug. Daarom kan hij jutsu gebruiken van de elementen Douton (Aarde), Katon (Vuur), Fuuton (Wind), Raiton (Bliksem) en zijn eigen element Suiton (Water) en dit op zeer hoog niveau. Eveneens kan hij de maskers loskoppelen van zijn rug en er monsters mee creëren door middel van de zwarte draden in zijn lichaam. Doordat hij geregeld zijn harten vernieuwt is hij virtueel onsterfelijk. Hij kan enkel gedood worden als al zijn vijf harten vernietigd zijn (vier gestolen harten en een van hemzelf). Hij is dan ook al 91 jaar oud. Zijn eerste tegenstander uit Konoha was namelijk de Eerste Hokage. Kakashi en Shikamaru vernietigden samen twee van zijn harten in een gevecht. Naruto ontdoet hem van nog eens twee harten met zijn Rasenshuriken. Hierna kan Kakuzu zich niet meer bewegen, dus Kakashi vernietigd Kakuzus laatste hart met een Chidori.

### Orochimaru (大蛇丸)
- Partner: eerst Sasori, toen Itachi (voormalig)
- Verborgen Dorp: Konoha (Blad)
- Te krijgen Gestaarte Beest: Geen

Orochimaru was de partner van Sasori en zat eigenlijk alleen bij de Akatsuki vanwege Uchiha Itachi. Orochimaru heeft sinds zijn experimenten naar oneindig leven steeds een nieuw lichaam nodig, en wou hiervoor het lichaam van Uchiha Itachi gebruiken, vanwege zijn Sharingan. Na een mislukte poging heeft Orochimaru Akatsuki moeten verlaten, en nam met hem de ring van zijn plaats mee. Hij trekt zich terug, en krijgt uiteindelijk Uchiha Sasuke als leerling. Later blijkt dat hij Sasuke slechts trainde om later zijn lichaam over te kunnen nemen, zoals hij ooit bij Itachi van plan was. Sasuke blijkt echter te sterk voor hem, en Sasuke gebruikt Orochimarus eigen jutsu tegen hem, waardoor Sasuke Orochimaru in zijn eigen lichaam opsluit. Later lijkt het erop dat hij gedood wordt tijdens een gevecht tussen Sasuke en Itachi, maar een deel van hem ontsnapt en vindt een gastheer in zijn oude hulpje, Kabuto.

### Sasori (サソリ)
- Partner: Deidara**
- Verborgen Drop: Suna (Zand)
- Te krijgen Gestaarte Beest: Een-staartige Shukaku

Sasori (gekend als: Sasori van de Rode Zanden) marionettenmeester met iets minder dan 300 marionetten. Al de marionetten die door andere marionettenmeesters worden gebruikt, zijn zijn creaties en dragen als embleem een rode schorpioen. Hij kent al hun sterktes en zwakheden. Het verschil tussen zijn marionetten en die van andere marionetten-gebruikende ninja's (zoals Kankuro) is dat zijn marionetten ooit levende mensen waren. Sasori kan dode mensen omkeren in marionetten en die marionetten hebben dan dezelfde jutsus en talenten als ze hadden toen ze nog mens waren. Sasori heeft de marionettentechniek zo geperfectioneerd, dat hij zichzelf ook in een marionet heeft veranderd. Hierdoor is hij ook virtueel onsterfelijk. Zijn enige zwakke plek en enige nog menselijke deel van zijn lichaam is zijn hart dat hij vrij van marionet tot marionet kan verplaatsen. Sasori's ouders zijn vroeger gedood door Kakashi's vader Hatake Sakumo (the legendary white fang), daarna werd hij achtergelaten bij zijn grootmoeder Chiyo. Chiyo leerde Sasori marionetten-jutsu (Kuigetsu no Jutsu). Zijn ultieme dodelijkheid zit hem echter niet alleen in de kracht van zijn marionetten, ook elk wapen die deze bezitten is doordrenkt van een bijzonder krachtig gif dat Sasori zelf heeft ontwikkeld. Later, als Sasori bij Akatsuki zit, moeten Chiyo en Haruno Sakura tegen hem vechten. Uiteindelijk kunnen ze hem verslaan en doden, zelfs nadat Sasori zijn gevreesde Verborgen Rode Techniek: de 100-marionnetten Jutsu (Aka Higi: Hyakki no Sōen) gebruikte om al zijn marionetten op te roepen. Sasori vertelde Sakura voor hij stierf dat hij een spion had, Yakushi Kabuto. Zijn favoriete marionet is Hiruko, een schorpioenachtige creatie die hij als harnas draagt. Al weet Chiyo wel dat zij Sasori niet helemaal uit zichzelf verslagen hebben want Chiyo zegt in de serie zelf dat Sasori haar aanval, die Sasori dodelijk werd, al had zien aankomen maar niet had ontweken om onbekende redenen. De sterkste marionet die Sasori bezat is de Derde Kazekage. Hij had de Derde Kazekage vermoord en hem omgekeerd in een marionet waardoor hij zijn unieke krachten kon gebruiken, voornamelijk de IJzeren Zand Ontwaking (Iron Sand: Unleash, Satetsu Kaihou).
- - Orichimaru was vroeger Sasori's partner toen hij nog bij Akatsuki zat maar toen vertrok hij en werd Deidara de nieuwe partner.

## Spionnen

### Yakushi Kabuto
Kabuto was een spion voor Sasori. Sasori gebruikte Kabuto om bij Orochimaru te infiltreren, maar Orochimaru doorzag het en bevrijdde Kabuto van Sasori's genjutsu. Hierna zwoer Kabuto trouw aan Orochimaru.

### Yuura
Yuura leek eerst een elite-Jounin (hooggerankte ninja) van het Verborgen Zanddorp, hij was gehypnotiseerd en altijd al een spion door een Verzegelingsjutsu van de Akatsuki dat zorgde dat hij alles deed voor hun. Dat bleek toen Sasori en Deidara naar Suna kwamen om Gaara te halen. Yuura opende doodleuk de poort. Later gebruikte Pain zijn Shapeshifting techniek om Yuura een derde van Itachi's krachten en zijn uiterlijk te geven, en Yuura vocht als Itachi tegen Team Kakashi. Kakashi en Naruto wisten uiteindelijk Yuura te doden.